# 軒轅劍外傳 穹之扉
《軒轅劍外傳 穹之扉》是大宇資訊旗下經典單機角色扮演遊戲《軒轅劍》系列的第十二款單機作品。2014年7月17日釋出首波遊戲宣傳影片及形象網站，原定於2015年1月推出，因負責研發的DOMO小組對遊戲品質的更高要求，經和代理商協商後延期至2015年3月26日推出。

## 故事情节
背景設定於上古時代，天地可以互相連結，凡人可覲見天帝，學習神力，降妖除魔。然而被有心人利用，使得人間昏亂，伏羲與女媧不忍於此，協同顓頊帝說服華胥之主，將天門關閉，之後將無人隨意到天庭，史稱為「絕地天通」。

## 人物

### 主要角色
司空宇（CV：皇貞季）
衛吾土兮獻厥功，守堅志兮竟何從。一朝馳兮中原上，奔長虹兮劃碧空。
男主角，20歲，使用武器為長棍，風屬性。
因為某些原因，只對家人和認識的人友善，對於不認識的陌生人則是一副很難接近的樣子，再加上平時總是表現一副事不關己的態度，更讓人感覺難以相處。
實際上卻是外冷內熱，責任心很強的性格。
沐月（CV：小連殺）
月出皎兮江水邊，有女鬱兮靜少言。瀟瀟雨兮沐清影，鴻雁歸兮伴幽嫻。
女主角，17(????)歲，使用武器為魂玉，水屬性。
冰山美人。
非凡間之人，卻因雙生姐姐的緣故塵落凡間，可能因為所屬的種族特性，表現較冰冷且少言，讓人覺得難以捉摸。
由於無故到人間，其他主角幫忙她一起找尋回故鄉之路。
鳳煜（CV：藤新）
大風起兮連蒼鷂，破中流兮振九韜。平四海兮合諸侯，一匡商室兮復何求？
第二男主角，28歲，使用武器為劍，火屬性。
為人風趣，不拘小節，因長相俊美，常被輕視弱如女子。
實際上劍術高超，並且智謀過人。
真實身分為之後的第23代商王：子昭，廟號武丁，真實歷史人物。在位59年，將商王國國勢推至鼎盛。
子巧（CV：山新）
蕙蘭質兮天生麗，懷眾庶兮思明庭。駕余鳳兮乘余驥，展浩氣兮自芳馨。
第二女主角，19歲，使用武器為長斧鉞，土屬性。
雖然個頭嬌小，但卻善使巨大的長柄斧頭。
製作人在訪談中表示其為一名真實歷史人物
其實為商高宗皇后婦好，為中國有史載以來首位女軍事家、政治家。
阿奇（CV：幽舞越山）
寵物，幼年，身長50cm，小野豬，技能為收妖。
阿奇有著與它羈絆深刻的主人，並且是遊戲劇情中不可缺少的一份子。
具有的不同形態，不知有何等原因會變化出與琥珀極其類似的形態。
在精怪形態的阿奇身上背著上古神器「煉妖壺」，玩家可在戰鬥中召喚出阿奇前來收妖。
而阿奇的收妖動作與玩家的戰鬥操作相互獨立且互不干涉，並不影響戰鬥的進行。

### 其他角色
青梅（CV：新月冰冰）
重要配角之一，16歲。
個性溫柔，為司空宇的義妹，十分看重手足間的情誼。
因為遭遇有熊村被滅村事件，被青榆誘騙，讓自己的魂靈獻給妖靈。
青榆（CV：湯水雨）
重要配角之一，25歲，使用武器為琴。
總是獨來獨往，手撫上古神器之一【伏羲琴】，關於他的一切充滿謎團，沒有人知道他來自何方。
為建木化形之人，因為絕地天通關係，十分討厭軒轅氏相關人事物且想要復仇。
季陽
沐月的姐姐。
如果說沐月是夜晚的月亮散發清冷的光芒，那麼她的姐姐季陽則是溫暖的陽光。
與共工是情侶關係，由於沐月臨時退縮，實施絕地天通儀式。

## 遊戲系统

### 戰鬥
本作從過去的隨機遇敵，更改成明雷式遇敵，地圖上遇敵時，可使用所謂的「天賦」特技，對戰鬥有直接的影響外，還可以對敵方給負面狀態，例如：降低對方血量，或者獲得特殊寶物等特殊效果。另外本作的戰鬥系統也從回合制戰鬥更改為「交錯式時間戰鬥」之即時制戰鬥模式，玩家與敵方皆有各自的冷卻時間，當冷卻時間結束便可以出招，在等待冷卻時間結束的期間，玩家可以自由切換可操控的角色，並下達戰鬥指令，毋須馬上執行，但反應速度比較無法跟上的玩家，也可以切換為玩家對自己操作角色下指令後所有角色才一起動作的「戰術模式」。

## 遊戲主題歌曲
片頭曲「青空行」
作詞：謝琬婷/作曲：吴欣叡/歌曲製作：靳鐵章/歌：廖羽
片尾曲「比翼」
作詞：謝琬婷、鄭安尚/作曲‧歌曲製作：阿鲲/歌：胡莎莎、小曲儿
主題曲「星念」
作詞：鄭安尚/作曲：吳欣叡/歌曲製作：陳飛午/歌：廖羽

## 周邊產品與活動

### 漫畫
與有妖氣原創漫畫夢工廠合作，推出線上漫畫，於2014年12月22日開始連載，每周五更新。劇情以遊戲主角群在場景上的趣事為主。

### 跨界合作
軒轅劍與神魔之塔跨界合作，於2015年1月19日推出。本作之司空宇、沐月兩角色會在此合作出現。DLC-神魔之篇將會有與神魔之塔相關內容。

### 群眾募資
2015年2月14日起，於flyingV發起關於軒轅劍25周年之群眾募資活動，其募資方案，包含軒轅劍參外傳 天之痕紀念隨身碟、本作遊戲片與參觀DOMO小組等方案。

## 銷售
- 2015年1月28日，台灣開始預購，推出平裝、特仕平裝及精裝三種版本。[26]
- 2015年3月3日，大陸開始預購，推出標準、豪華兩種版本。[27]
- 2015年3月26日，正式販售，同日大陸推出數位版。
- 2015年4月2日，台灣推出數位版。[28]
- 2015年4月30日，宣布上市第二周陸版銷售量突破20萬，兩岸共銷售30餘萬。[29]
- 2015年9月10日，大宇資訊於Steam Greenlight上發佈本作的綠光投票，並宣佈本作將會在Steam上推出支援包括簡體中文、繁體中文、英文和日文的多語言版本[30]。該投票於2015年10月7日獲通過，同日大宇資訊表示，預計將於2015年底與Steam SDK開始對接。[31]
- 2016年2月22日，本作於Steam商店的頁面正式公開，並宣佈將於2月29日正式開放玩家購買。同步上架的還有本作的音樂精選集，以DLC的形式上架。
- 2016年2月25日，本作在Steam上市，並進行折扣活動。[32]
- 2017年1月，本作憑藉Steam版入選2016年GAME STAR遊戲之星票選並獲得國產單機遊戲金獎。
- 2017年3月23日，本作推出PlayStation 4版本[33]，此版本的簡體中文版於2017年6月29日發行上市。

## 外部連結
- （简体中文） 《軒轅劍外傳 穹之扉》大陸官網
- （繁體中文） 《軒轅劍外傳 穹之扉》台灣官網 （页面存档备份，存于）
- （繁體中文） 《軒轅劍》官方的Facebook專頁
- （简体中文） 《軒轅劍》官方的新浪微博